# Trouble Every Day
Pour plus de détails, voir Fiche technique et Distribution.
Trouble Every Day est un film franco-germano-japonais réalisé par Claire Denis en 2001 avec Vincent Gallo et Béatrice Dalle dans les rôles principaux. Il a été présenté hors compétition au Festival de Cannes 2001 et est sorti sur les écrans en France le 11 juillet 2001.

## Synopsis
Shane et June, deux jeunes mariés américains, viennent en voyage de noces à Paris. Shane se montre étrange, ce qui inquiète sa jeune épouse, et semble être désespérément à la recherche d'un scientifique, Léo Sémeneau, qu'il a connu plusieurs années auparavant lors de travaux communs en Guyane. Léo vit désormais reclus avec sa femme Coré qui souffre d'une pulsion obsessionnelle de relations sexuelles pathologiques violentes, allant jusqu'à l'anthropophagie, avec des inconnus, qu'elle « chasse » au hasard de ses évasions de la maison où elle est cloitrée par son époux. Léo tente dans le même temps de trouver un remède au mal de Coré, mal dont semble aussi souffrir Shane. Réussissant à retrouver la piste de Léo et Coré, Shane découvre cette dernière au faîte d'une crise et la tue pour la délivrer de sa maladie. Errant dans Paris, il retourne à l'hôtel où il séjourne, et succombe à son tour au mal dévorant qui l'infecte, en tuant une femme de chambre qui le hante depuis son arrivée.

## Fiche technique
- Réalisation : Claire Denis
- Scénario : Claire Denis et Jean-Pol Fargeau
- Directrice de la photographie : Agnès Godard
- Montage : Nelly Quettier
- Son : Jean-Louis Ughetto
- Décors : Arnaud de Moleron
- Costumes : Judy Shrewsbury
- Effets spéciaux : Noël Chainbaux
- Musique originale :  Tindersticks
- Producteurs : Xavier Amblard
- Sociétés de production : Dacia films, Arte, Canal+, Kinetique (ja)[1], Messaouda Films[1], ZDF
- Société de distribution : Rézo Films (France), Kinetique (Japon)
- Pays d'origine :  France/ Allemagne/ Japon[1],[2],[3],[4]
- Langue : français, anglais
- Date de sortie : 11 juillet 2001 en France
- Durée : 1 h 45
- Genre : thriller, film d'horreur, drame
- Interdit aux moins de 16 ans

## Distribution
- Vincent Gallo : Docteur Shane Brown
- Tricia Vessey : June Brown
- Béatrice Dalle : Coré
- Alex Descas : Docteur Léo Sémeneau
- Florence Loiret Caille : Christelle, la femme de chambre
- Nicolas Duvauchelle : Erwan
- Raphaël Neal : Ludo
- José Garcia : Docteur Choart
- Hélène Lapiower : Malécot
- Marilú Marini : Friessen
- Aurore Clément : Jeanne
- Bakary Sangaré : le gardien de nuit
- Lionel Goldstein : le réceptionniste
- Céline Samie : la femme en soutien-gorge
- Arnaud Churin : le conducteur de camion
- Alice Houri : la jeune fille du métro

## Projet et réalisation du film

### Écriture du scénario
La genèse du film date de 1989 où Claire Denis partie réaliser un court-métrage à New York fait la rencontre de Vincent Gallo. À la demande d'une chaîne de télévision, elle se penche sur le projet d'un film de genre dans le domaine de l'horreur qui devait se dérouler la nuit dans la ville, avec Gallo comme acteur. Le projet ne se concrétise pas, mais l'idée du film gore persiste dans son esprit. Sur le tournage de Beau Travail, elle reprend le scénario avec Jean-Pol Fargeau et développe l'écriture de Trouble Every Day en pensant dès le début confier les rôles principaux à Vincent Gallo, concrétisant ainsi son idée vieille de dix ans, et Béatrice Dalle. Parmi les éléments centraux que Claire Denis met en place pour son film se trouvent la description des relations amoureuses au travers du prisme de la prédation,, du désir sexuel, et de la part dévorante de l'autre touchant au vampirisme symbolique, tel que décrit dans les romans du XIXe siècle, les maux mystérieux qui frappent certaines personnes et la recherche de remèdes (Claire Denis évoque dans le film la recherche sur les vaccins, les plantes médicinales, la neurobiologie et l'étude des comportements, de même que certains travaux de Jean-Pierre Changeux qu'elle a rencontré), et enfin la référence aux contes d'enfants (histoires d'ogres et de princesses),,.
Dès la première version du scénario, constitué d'un long texte avant son redécoupage en sections classiques, Claire Denis souhaite créer un sentiment permanent de danger et d'angoisse. Pour cela, elle s'inspire des œuvres du photographe canadien Jeff Wall dont elle donne les livres à Agnès Godard, sa chef opératrice, afin de créer cette ambiance recherchée.

### Musique du film et bande originale
La musique du film a été composée par le groupe britannique de rock indépendant les Tindersticks. Présente dans pratiquement toutes les scènes, lente, répétitive, et obsédante, utilisant beaucoup les instruments à cordes, elle a été unanimement reconnue comme une réussite par l'ensemble des critiques,,,. Stuart Staples explique que la chanson principale, dont le thème central est décliné dans tous les autres titres sous une forme ou une autre, fut au départ composée pour un autre album et mise de côté. C'est à la lecture du scénario et à la vision des premiers montages qu'il a décidé de la reprendre et d'en faire le support de la bande originale du film.
La bande originale du film entièrement composée par les Tindersticks est sortie le 1er octobre 2001 sur le label Beggars Banquet.

#### Liste des titres
1. Opening Titles - 3:19
2. Dream - 1:27
3. Houses - 0:58
4. Maid Theme - 2:04
5. Room 321 - 4:04
6. Computer - 1:52
7. Notre Dame - 1:39
8. Killing Theme - 3:14
9. Taxi to Coré - 1:31
10. Coré on Stairs/Love Theme - 4:41
11. Maid Theme (end) - 2:06
12. Closing Titles - 5:50
13. Killing Theme (version alternative) - 2:49
14. Trouble Every Day - 5:39

En 2011, une série de concerts internationaux sont donnés sur la base d'une nouvelle collaboration avec Claire Denis autour des musiques de ce film, et des autres, illustrées par des images tirées des œuvres et montées dans l'esprit des installations des vidéastes contemporains.

## Analyse

### Thèmes
Le thème central de l'œuvre est celui du rapport amoureux, de la relation dominant-dominé au sein du couple, des pulsions destructrices et de leur assouvissement, questionnant également l'aspect du « consentement » et de sa prise de conscience.

## Réception

### Présentations festivalières et sorties nationales
Le film est présenté en séance spéciale à minuit et hors compétition lors du Festival de Cannes 2001 le 13 mai 2001. Devant la violence de ce film qui se réclame de genre, celui de l'horreur et du gore, une partie des spectateurs et des critiques ont hué le film, l'autre l'ont vivement applaudi, considérant ce film comme l'un des plus osés et plus beaux de la réalisatrice,,.
Trouble Every Day sort le 11 juillet 2001 en France sur 77 écrans environ 32 000 entrées soit une moyenne de 411 entrées/écran, un ratio le plaçant à la troisième place moyenne hebdomadaire. Sur l'ensemble de sa période d'exploitation en salles, le film a réalisé 105 211 entrées en France et un total de 125 771 spectateurs en Europe.

### Réception critique
Jean-Marc Lalanne dans Libération est particulièrement enthousiaste ; il qualifie l'œuvre de « grand film sur le couple » avant d'être un film d'horreur, où « le cinéma s'est défait de la parole, où la narration n'est plus que strictement visuelle », jugeant Claire Denis comme une grande réalisatrice de la « sensation » au travers de la « puissance figurative, [du] sens incandescent de la poésie et de la mise en scène » et Béatrice Dalle d'« absolument géniale ». Pour le même journal, Isabelle Potel souligne la capacité de la réalisatrice à « installer l'originalité de son regard et de ses obsessions avec une grande économie de moyens » en respectant un « réalisme tenace », qui n'est pas étranger à l'accueil houleux reçu à Cannes.
Trouble Every Day a reçu un accueil contrasté aux États-Unis avec des critiques positives, mais également clairement hostiles. Globalement le film obtient dans les agrégateurs de critiques cinématographiques anglophones, 44 % de jugement favorables, avec un score moyen de 5,6⁄10 sur la base de 45 critiques collectées, sur le site Rotten Tomatoes. Sur le site Metacritic, il obtient un score de 36⁄100, sur la base de 15 critiques collectées.

## Distinctions
Le film, présenté hors compétition à Cannes, est retenu en 2001 dans la sélection officielle du Festival du film francophone de Namur, pour le Bayard d'or dans la catégorie meilleur film, ainsi que pour le Festival international du film de Catalogne. Cependant, dans toutes ces compétitions, l'œuvre n'obtient aucun prix. Trouble Every Day est également retenu parmi les six films en lice en décembre 2001 pour le prix Louis-Delluc et fut tout près de remporter le prix contre Intimité de Patrice Chéreau.

## Influences du film
Lors d'une interview donnée au cours de l'émission Le Grand Journal à l'occasion de la promotion de son album Eat Me, Drink Me, Marilyn Manson a cité ce film comme une source d'inspiration. Les ressemblances entre certaines scènes du clip de Heart-Shaped Glasses et le film de Claire Denis sont d'ailleurs assez frappantes.